# Barkingside F.C.
Barkingside Football Club là một câu lạc bộ bóng đá có trụ sở tại Barkingside, Greater London, Anh. Câu lạc bộ hiện đang thi đấu tại Eastern Counties League Division One South. Đội bóng sử dụng chung sân vận động Cricklefield với Ilford.

## Danh hiệu
- Spartan South Midlands League
  - Nhà vô địch mùa giải 1998–99
- Spartan League
  - Nhà vô địch Premier Division mùa giải 1996–97
- London League
  - Nhà vô địch League Cup mùa giải 1955–56
- London Senior Cup
  - Nhà vô địch mùa giải 1996–97
- Essex Senior League
  - Nhà vô địch Gordon Brastead Memorial Cup mùa giải 2000–01
  - Nhà vô địch League Cup các mùa giải 2008–09, 2012–13
- Ilford Festival Cup
  - Nhà vô địch mùa giải 1951–52[2]
- Harry Sunderland Shield
  - Nhà vô địch mùa giải 1983–84

## Thành tích
- Thành tích tốt nhất tại FA Cup: Vòng loại thứ hai các mùa giải 1998–99, 2007–08[3]
- Thành tích tốt nhất tại FA Trophy: Vòng loại thứ hai mùa giải 2014–15[3]
- Thành tích tốt nhất tại FA Vase: Vòng ba các mùa giải 1990–91, 1998–99[3]
- Kỷ lục khán giả đến sân: 957 người trong trận đấu với Arsenal reserves, London League năm 1957[4]